# Trier
För andra betydelser, se Trier (olika betydelser).
Trier (franska: Trèves) är en kreisfri stad i det tyska förbundslandet Rheinland-Pfalz med omkring 100 000 invånare (2004). Den ligger i Moseldalen nära gränsen till Luxemburg. Staden, som är en av Tysklands äldsta, grundades av den romerske kejsaren Augustus år 16 f.Kr. som regionhuvudstad.

## Historia
Den romerska staden Colonia Augusta treverorum anlades sannolikt av kejsar
Augustus och vann på 300-talet sådan rikedom och
vikt, att den betecknades som ett Rom på andra sidan
Alperna. År 293, utökade Kejsar Diocletianus kejsarmakten från två till fyra kejsare, i ett system kallat Tetrarkin. Constantius Chlorus blev då tillsatt att regera som junior kejsare i Augusta Treverorum. Andra huvudstäder under denna tid var Nicomedia, Sirmium och Milano (Mediolaneum), men inte Rom. Konstantin den store, ärvde kejsarskapet av sin far Constantius Chlorus och när han officiellt avskaffade tetrarkin år 324, upphörde Augusta Treverorums status som romersk huvudstad. Plundrad av Attila
451, erövrades den sedermera av frankerna, förenades med Austrasien och kom 870
till Tysk-romerska riket.
Liksom sin förebild Rom fick
Trier en ny tid av välstånd och makt som säte för
furstbiskopen av Kurfurstendömet Trier. Konst och vetenskap
omhuldades i klosterskolorna, och ett universitet
stiftades 1473, som ägde bestånd till 1797. 1512 hölls
i Trier en riksdag, där Tyska rikets kretsförfattning
definitivt ordnades. 1794-1814 var Trier huvudstad
i franska departementet Sarre. 1814 tillföll Trier Preussen, där det blev huvudort i regeringsområdet Trier i Rhenprovinsen.
Under första världskriget bombarderades Trier av
franska flygare sex gånger 1915-17 samt av engelska
tio gånger 1918. Det besattes av de allierade på grund
av vapenstilleståndsvillkoren 11 november 1918. Där
sammanträdde i december samma år internationella
vapenstilleståndskommissionen (som arbetade i Spa) och
beslöt stilleståndets förlängning till 17 jan. 1919,
de allierades rätt att, om så befanns nödigt,
besätta den neutrala zonen på högra Rhenstranden från
Köln till holländska gränsen och att tyskt tonnage
(21/2 mill. ton) skulle ställas till förfogande för
Tysklands proviantering under ententens kontroll.
Efter Tysklands nederlag i andra världskriget tillföll Trier det nya förbundslandet Rheinland-Pfalz.

## Sevärdheter
- Porta nigra ("Svarta porten"), 100-talet e.Kr.

Porta Nigra byggdes av romarna på 100-talet. Den står vid torget bredvid turistinformationen.
Möjlighet att gå upp i porten finns och kostar cirka 2 euro per person.
Byggnaden är cirka 36 meter hög och var under en tid svart, därav namnet Porta Nigra.

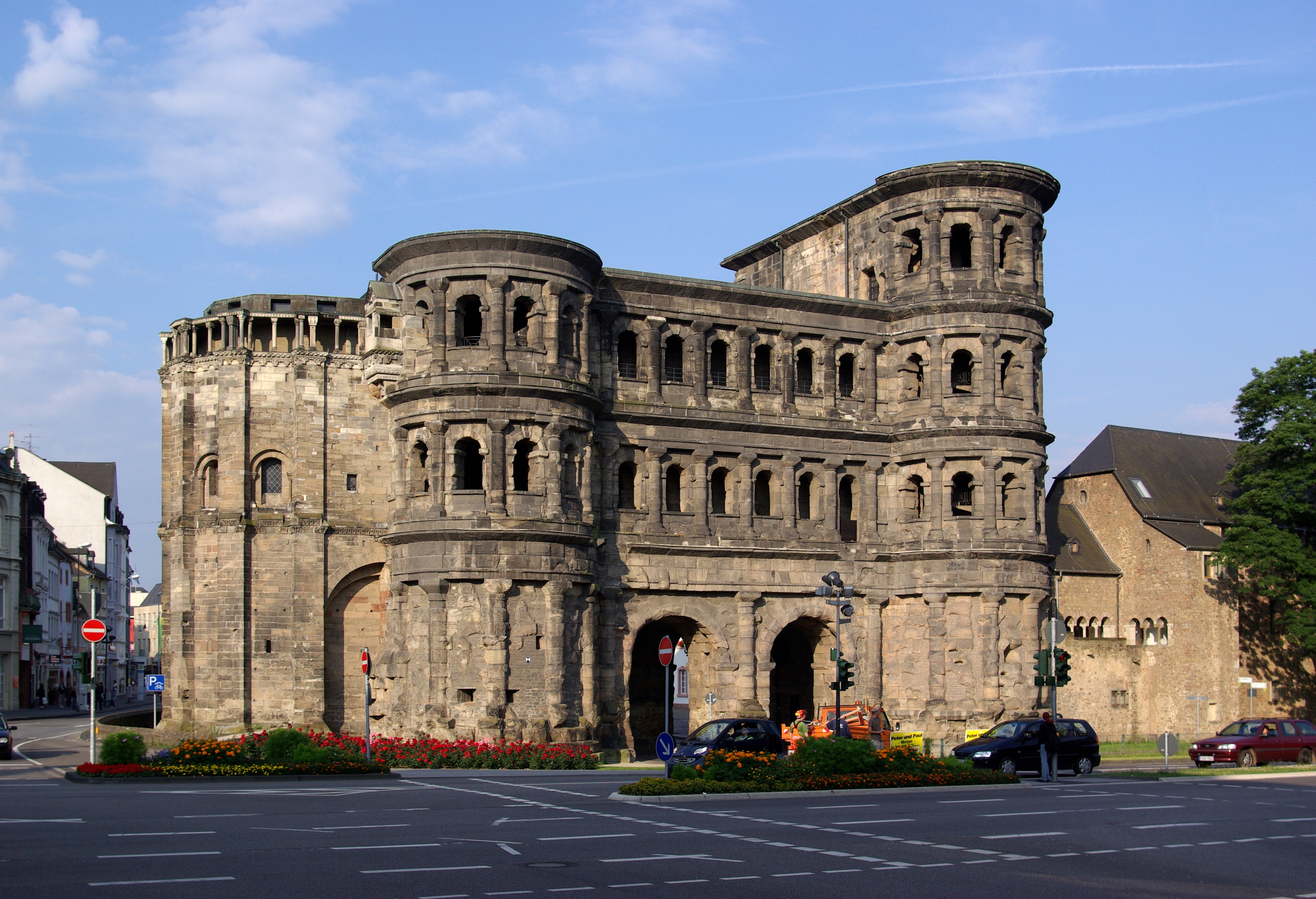
Svarta porten (Porta Nigra)
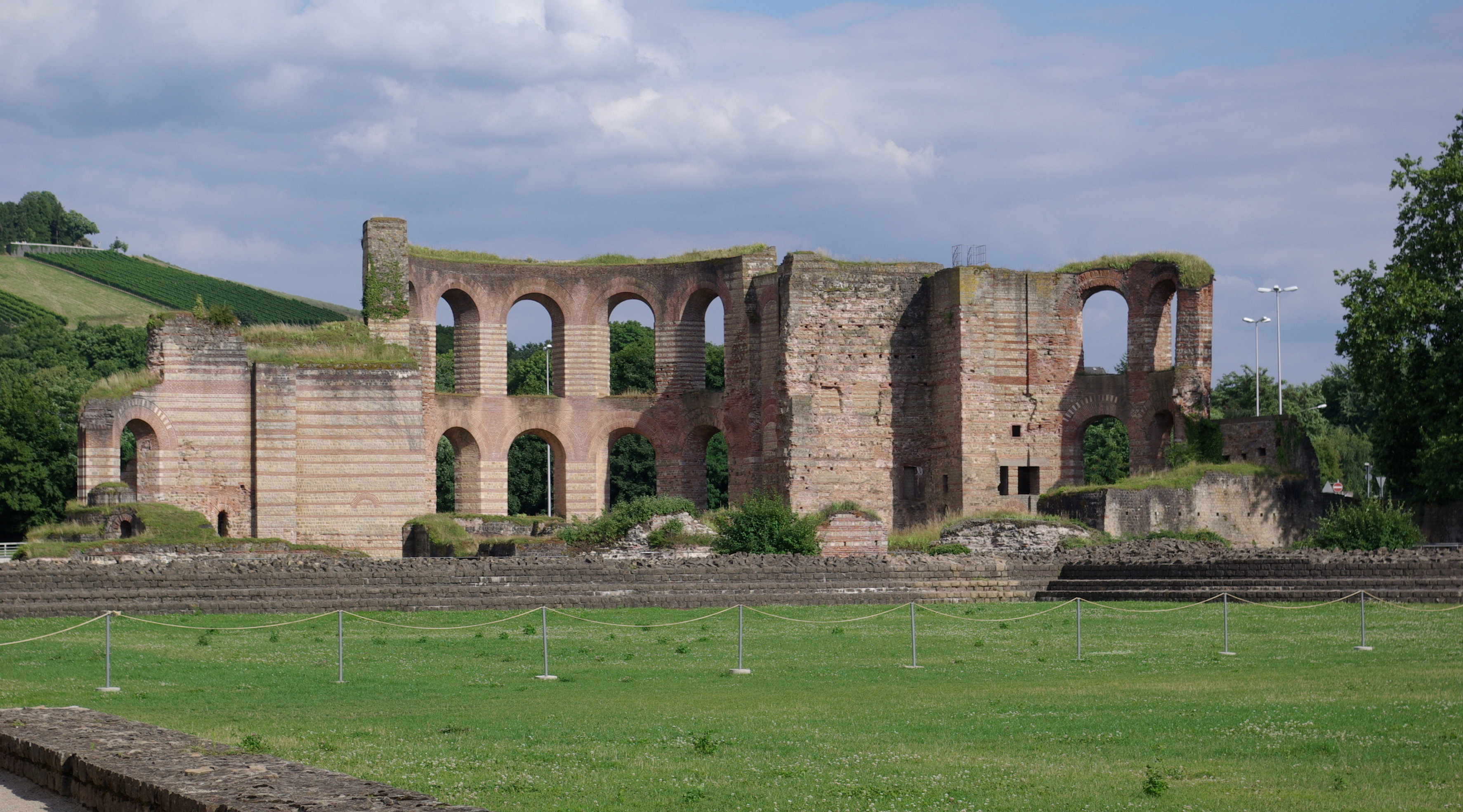
Kejsarbaden (Kaiserthermen)
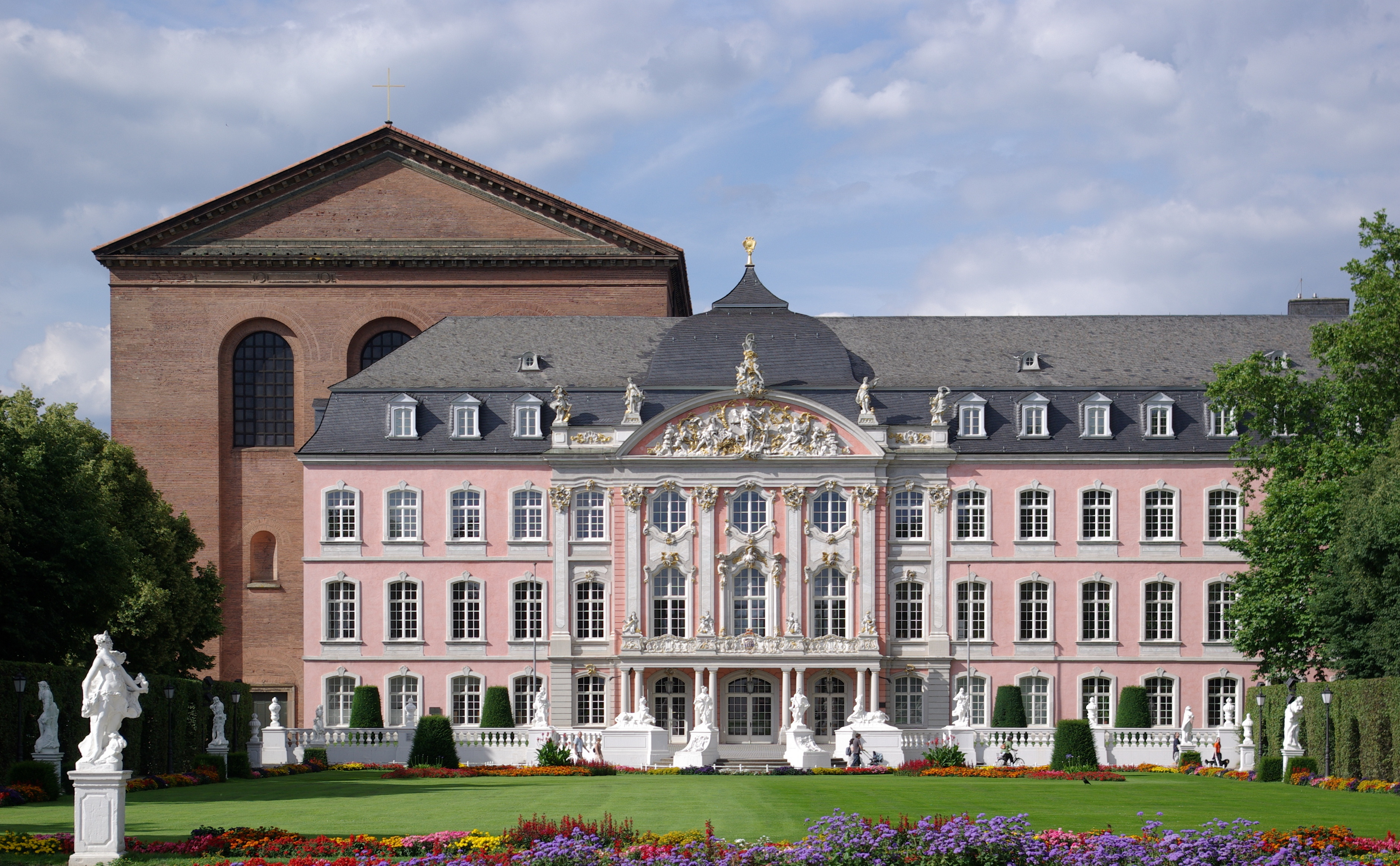
Palatinaaulan (basilika) och Residenspalatset

## Världsarvet Trier
1986 blev 9 olika byggnadsverk i Trier ett världsarv under namnet Romerska monument, Triers domkyrka och Liebfrauenkyrkan i Trier. Dessa är:
- Amfiteatern (Amphitheater)
- Moselbron (Römerbrücke (Moselbrücke))
- Barbarabaden (Barbarathermen) byggdes under kejsare Hadrianus tid mellan 117 och 138 e.Kr. Den centrala byggnaden var cirka 170 meter lång och 100 meter bred. Den bildades av tre huvudavdelningar; kallbad, måttligt varmbad och varmbad. Av badets golvvärme är stora delar bevarade. Flera kolonner och marmorplattor vittnar om en riklig utsmyckning.[7]
- Igelpelaren (Igeler Säule)
- Svarta porten (Porta Nigra)
- Kejsarbaden (Kaiserthermen)
- Palatinaaulan (Basilika)
- Triers domkyrka (Trierer Dom)
- Liebfrauenkyrkan (Liebfrauenkirche)

## Kända personer
- Karl Marx föddes här.
- Biskop Ambrosius föddes här.

## Vänorter
Trier har följande vänorter:
- Ascoli Piceno, Italien
- Fort Worth, USA
- Gloucester, Storbritannien
- Metz, Frankrike
- Nagaoka, Japan
- Pula, Kroatien
- 's-Hertogenbosch, Nederländerna
- Weimar, Tyskland
- Xiamen, Kina